# Daniel Gerzenberg
Daniel Gerzenberg (* 1991 in Hamburg) ist ein deutscher Pianist.

## Biografie
Die Eltern von Daniel Gerzenberg sind der Trompeter Alexander Gerzenberg und die russische Pianistin Lilya Zilberstein, die international Konzerte gibt und unter anderem an der Hochschule für Musik und Theater Hamburg sowie an der Universität für Musik und darstellende Kunst Wien lehrt. Eine frühe Klavierausbildung erhielt Gerzenberg von seiner Mutter und Julia Suslin, später wechselte er zu Julija Botchkovskaia. Er studierte an der Hochschule für Musik und Theater Hamburg bei Marian Migdal und Mauro Lo Conte.
Mit seinem Bruder, dem sechs Jahre jüngeren Pianisten Anton Gerzenberg, gründete er das Duo Gerzenberg. Zusammen traten beide unter anderem auf beim Festival Progetto Martha Argerich in Lugano, beim Schleswig-Holstein-Musik Festival, beim Musikfestival Mecklenburg-Vorpommern, beim Klavier-Festival Ruhr, in der National Concert Hall von Taipei, im Auditorio Bolzano, in der Philharmonie am Gasteig in München, in der Philharmonie Essen sowie in der Hamburger Laeiszhalle.
Ab 2016 studierte er Liedbegleitung an der Hochschule für Musik Hanns Eisler Berlin bei Wolfram Rieger. Zu seinen Lehrern zählen außerdem Christine Schäfer, Thomas Quasthoff, Eric Schneider und Axel Bauni. Als Liedbegleiter gewann er mehrfach nationale und internationale Musikpreise. Er trat auf beim Heidelberger Frühling, beim Hidalgo Festival in München, bei der Schubertiade Schwarzenberg, beim Ravinia Festival und beim Verbier Festival. Konzerte gab er außerdem an der Deutschen Oper Berlin, im Konzerthaus Berlin, im Pierre-Boulez-Saal in Berlin und in der Wigmore Hall in London. Neben seiner professionellen Musikerkarriere ist Gerzenberg Dozent für Lyrik an der Hochschule für Musik Hanns Eisler.

## Auszeichnungen
- 2019: Zweiter Preis und Publikumspreis beim Concours International de Musique de Chambre de Lyon (mit Mezzosopran Hagar Sharvit)[4]

- 2018: Pianisten-Preis beim Bundeswettbewerb Gesang Berlin[5]
- 2018: Zweiter Preis und Sonderpreis für die beste Interpretation der Auftragskomposition von Isabel Mundry beim Internationalen Kammermusikwettbewerb „Franz Schubert und die Musik der Moderne“ in Graz (mit Sopran Sophia Burgos)[6]
- 2017: Prix de Lied beim Concours International de Chant-Piano Nadia et Lili Boulanger (mit Sopran Sophia Burgos)[7]
- 2014: Hamburger Literaturförderpreis für literarische Übersetzung[8]